# Final da Copa do Brasil de Futebol de 2001
A final da Copa do Brasil de Futebol de 2001 foi a 13ª final dessa competição brasileira de futebol organizada pela Confederação Brasileira de Futebol (CBF). Foi decidida por Grêmio e Corinthians em duas partidas. O primeiro jogo ocorreu em 10 de junho, no Olímpico, em Porto Alegre, e terminou empatado em 2–2. O segundo duelo aconteceu em 17 de junho, com vitória do time gaúcho por 3–1, no Morumbi, em São Paulo. No placar agregado o Grêmio venceu por 5–3, conquistando pela quarta vez o título da competição.

## Caminho até a final
| Grêmio     | Grêmio   | Grêmio           | Fase             | Corinthians         | Corinthians | Corinthians      |
| Adversário | Agregado | Jogos            | Fase             | Adversário          | Agregado    | Jogos            |
| ---------- | -------- | ---------------- | ---------------- | ------------------- | ----------- | ---------------- |
| Villa Nova | 6 – 4    | 2–3 (F); 4–1 (C) | Primeira fase    | Joinville           | 3 – 1       | 3–1 (F)          |
| Santa Cruz | 3 – 2    | 0–1 (F); 3–1 (C) | Segunda fase     | Goiânia             | 4 – 1       | 1–0 (F); 3–1 (C) |
| Fluminense | 1 – 0    | 1–0 (C); 0–0 (F) | Oitavas-de-final | Flamengo-PI         | 11 – 1      | 8–1 (F); 3–0 (C) |
| São Paulo  | 6 – 4    | 2–1 (C); 4–3 (F) | Quartas-de-final | Atlético Paranaense | 1 – 0       | 0–0 (C); 1–0 (F) |
| Coritiba   | 4 – 1    | 3–1 (C); 1–0 (F) | Semifinal        | Ponte Preta         | 5 – 0       | 2–0 (F); 3–0 (C) |

Legenda: (C) casa; (F) fora

## Jogo de ida
| 10 de junho   | Grêmio             | 2 – 2     | Corinthians                 | Estádio Olímpico, Porto Alegre                                          |
| 16:00 (UTC−3) | Luís Mário 64' 69' | Relatório | Marcelinho 28' · Müller 51' | Público: 40 491 Renda: R$ 569.482 Árbitro: MG Márcio Rezende de Freitas |

| Grêmio | Corinthians |

| G              | 1  | Danrlei         |                               |     |
| Z              | 3  | Marinho         |                               |     |
| Z              | 4  | Mauro Galvão    |                               | 60' |
| Z              | 5  | Ânderson Polga  |                               |     |
| LD             | 2  | Ânderson Lima   |                               |     |
| V              | 8  | Eduardo Costa   | Penalizado com cartão amarelo |     |
| V              | 7  | Tinga           |                               |     |
| M              | 11 | Zinho           |                               |     |
| LE             | 6  | Rubens Cardoso  | Penalizado com cartão amarelo |     |
| A              | 9  | Warley          |                               | 54' |
| A              | 10 | Luís Mário      |                               |     |
| Substituições: |    |                 |                               |     |
| G              | 12 | Eduardo Martini |                               |     |
| LD             | 13 | Itaqui          |                               |     |
| Z              | 14 | Alex Xavier     |                               |     |
| LE             | 15 | Roger           |                               | 60' |
| V              | 16 | Gavião          |                               |     |
| M              | 17 | Guilherme       |                               |     |
| A              | 18 | Cláudio         |                               | 54' |
| Treinador:     |    |                 |                               |     |
| Tite           |    |                 |                               |     |

| G                    | 1  | Maurício      |                               |     |
| LD                   | 2  | Rogério       |                               |     |
| Z                    | 3  | Scheidt       | Penalizado com cartão amarelo |     |
| Z                    | 4  | João Carlos   |                               |     |
| LE                   | 6  | Kléber        |                               |     |
| V                    | 5  | Otacílio      | Penalizado com cartão amarelo |     |
| V                    | 8  | André Luiz    | Penalizado com cartão amarelo | 72' |
| M                    | 7  | Marcelinho    |                               | 83' |
| M                    | 11 | Ricardinho    |                               |     |
| A                    | 9  | Ewerthon      | Penalizado com cartão amarelo |     |
| A                    | 10 | Müller        |                               | 65' |
| Substituições:       |    |               |                               |     |
| G                    | 12 | Gléguer       |                               |     |
| LD                   | 13 | Índio         |                               |     |
| Z                    | 14 | Fábio Luciano |                               |     |
| V                    | 15 | Pereira       |                               | 83' |
| V                    | 16 | Marcos Senna  |                               | 65' |
| A                    | 17 | Andrezinho    |                               |     |
| A                    | 18 | Gil           |                               | 72' |
| Treinador:           |    |               |                               |     |
| Vanderlei Luxemburgo |    |               |                               |     |

## Jogo de volta
| 17 de junho   | Corinthians  | 1 – 3     | Grêmio                                           | Morumbi, São Paulo                                   |
| 15:00 (UTC−3) | Ewerthon 74' | Relatório | Marinho 42' · Zinho 46' · Marcelinho Paraíba 86' | Público: 80 000 Árbitro: GO Antônio Pereira da Silva |

| Corinthians | Grêmio |

| G                    | 1  | Maurício      |                               |     |
| LD                   | 2  | Rogério       |                               | 66' |
| Z                    | 3  | Scheidt       | Expulso                       |     |
| Z                    | 4  | João Carlos   | Penalizado com cartão amarelo |     |
| LE                   | 6  | Kléber        | Penalizado com cartão amarelo |     |
| V                    | 5  | Otacílio      |                               |     |
| V                    | 8  | Marcos Senna  |                               | 46' |
| M                    | 7  | Marcelinho    |                               |     |
| M                    | 11 | Ricardinho    |                               |     |
| A                    | 10 | Müller        |                               | 47' |
| A                    | 9  | Ewerthon      | Penalizado com cartão amarelo |     |
| Substituições:       |    |               |                               |     |
| G                    | 12 | Gléguer       |                               |     |
| LD                   | 13 | Índio         |                               |     |
| Z                    | 14 | Fábio Luciano |                               |     |
| V                    | 15 | Pereira       |                               | 46' |
| V                    | 16 | Gallo         |                               |     |
| M                    | 17 | Andrezinho    |                               | 66' |
| A                    | 18 | Gil           | Penalizado com cartão amarelo | 47' |
| Treinador:           |    |               |                               |     |
| Vanderlei Luxemburgo |    |               |                               |     |

| G              | 1  | Danrlei            |                               |     |
| Z              | 3  | Marinho            |                               |     |
| Z              | 4  | Mauro Galvão       |                               | 46' |
| Z              | 5  | Roger              | Penalizado com cartão amarelo |     |
| LD             | 2  | Ânderson Lima      | Penalizado com cartão amarelo | 80' |
| V              | 8  | Ânderson Polga     |                               |     |
| V              | 7  | Tinga              |                               |     |
| M              | 11 | Zinho              |                               |     |
| LE             | 6  | Rubens Cardoso     |                               |     |
| A              | 9  | Luís Mário         |                               | 55' |
| A              | 10 | Marcelinho Paraíba |                               |     |
| Substituições: |    |                    |                               |     |
| G              | 12 | Eduardo Martini    |                               |     |
| LD             | 13 | Itaqui             |                               | 80' |
| Z              | 14 | Alex Xavier        | Penalizado com cartão amarelo | 46' |
| V              | 15 | Gavião             |                               |     |
| M              | 16 | Fábio Baiano       |                               | 55' |
| M              | 17 | Warley             |                               |     |
| A              | 18 | Renato Martins     |                               |     |
| Treinador:     |    |                    |                               |     |
| Tite           |    |                    |                               |     |

## Premiação
| Copa do Brasil de 2001     |
| Rio Grande do Sul          |
| -------------------------- |
| Grêmio Campeão (4º título) |